# Rugby Europe Trophy 2018/2019
Rugby Europe Trophy – drugi poziom rozgrywek w ramach trzeciego w historii sezonu Rugby Europe International Championships. W porównaniu z poprzednią edycją zdegradowaną Mołdawię zastąpiła reprezentacja Litwy.
W maju 2018 roku komisja World Rugby wydała rozstrzygnięcie, zgodnie z którym części reprezentacji w 2018 roku biorących udział w Championship naliczono punkty ujemne. Z tego powodu opóźniono spotkanie rozstrzygające kwestię ewentualnego awansu i spadku bądź utrzymania pomiędzy rozgrywkami Championship i Trophy. Przewidziano, że mecz zwycięzcy poprzedniej edycji Trophy – Portugalii – z Rumunią, która w końcowym rozrachunku zajęła ostatnie miejsce w Championship, rozegrany zostanie w listopadzie (to jest już po rozpoczęciu rozgrywek Trophy zainicjowanych we wrześniu 2018 r.).

## Tabela
|   | Drużyna    | Mecze | Wygrane | Remisy | Przegrane | Bilans punktów | Różnica | Punkty dodatkowe | Punkty |
| - | ---------- | ----- | ------- | ------ | --------- | -------------- | ------- | ---------------- | ------ |
| 1 | Portugalia | 5     | 5       | 0      | 0         | 272:31         | +241    | 5                | 25     |
| 2 | Holandia   | 5     | 4       | 0      | 1         | 164:58         | +106    | 2                | 18     |
| 3 | Szwajcaria | 5     | 4       | 0      | 2         | 108:138        | −30     | 0                | 12     |
| 4 | Polska     | 5     | 2       | 0      | 3         | 104:164        | −40     | 2                | 10     |
| 5 | Litwa      | 5     | 1       | 0      | 4         | 64:175         | −111    | 1                | 5      |
| 6 | Czechy     | 5     | 0       | 0      | 5         | 59:205         | −146    | 1                | 1      |

## Spotkania
| 29 września 201814:00 CEST (UTC+2) | Czechy                                         | 22:41(7:24) | Polska | Stadion mládeže, Zlin Widzów: 500 Sędzia: Stuart Gaffikin |
| 29 września 201814:00 CEST (UTC+2) | Hošek 10 (2P), Pantůček 7 (2pd K), Forst 5 (P) | 22:41(7:24) | Zeszutek 10 (2P), Adamski 9 (3pd K), Piotrowicz 7 (2pd K), Gdula 5 (P), Jurczyński 5 (P), Powała-Niedźwiecki 5 (P) | Stadion mládeže, Zlin Widzów: 500 Sędzia: Stuart Gaffikin |
| 29 września 201814:00 CEST (UTC+2) | Bobryk                                         | 22:41(7:24) | | Stadion mládeže, Zlin Widzów: 500 Sędzia: Stuart Gaffikin |

| 13 października 201814:00 EEST (UTC+3) | Litwa                                                                                    | 30:10(18:5) | Czechy                      | Stadion Miejski, Szawle Widzów: 1000 Sędzia: Pedro Mendes Silva |
| 13 października 201814:00 EEST (UTC+3) | Zibolis 10 (2P), Bagužis 5 (P), Miežys 5 (P), Tamoliūnas 5 (P), D. Vilimavičius 5 (pd K) | 30:10(18:5) | Průša 5 (P), Žemlička 5 (P) | Stadion Miejski, Szawle Widzów: 1000 Sędzia: Pedro Mendes Silva |
| 13 października 201814:00 EEST (UTC+3) | Navickas                                                                                 | 30:10(18:5) |                             | Stadion Miejski, Szawle Widzów: 1000 Sędzia: Pedro Mendes Silva |

| 3 listopada 201818:00 CET (UTC+1) | Polska                                                                        | 33:0(12:0) | Litwa | Stadion Widzewa, Łódź Widzów: 2155 Sędzia: Gianluca Gnecchi |
| 3 listopada 201818:00 CET (UTC+1) | Piotrowicz 16 (2pd 4K), Adamski 7 (P pd), M. Plichta 5 (P), Pogorzelski 5 (P) | 33:0(12:0) |       | Stadion Widzewa, Łódź Widzów: 2155 Sędzia: Gianluca Gnecchi |
| 3 listopada 201818:00 CET (UTC+1) | Mažylis                                                                       | 33:0(12:0) |       | Stadion Widzewa, Łódź Widzów: 2155 Sędzia: Gianluca Gnecchi |

| 17 listopada 201815:00 CET (UTC+1) | Polska | 0:49(0:13) | Holandia | Arena Lublin, Lublin Widzów: 4000 Sędzia: Keith Allen |
| 17 listopada 201815:00 CET (UTC+1) | Weersma 8 (pd 2K), McBride 11 (4pd dg), Gascoigne 5 (P), W. van Dijk 5 (P), Krieger 10 (2P), Rademaker 5 (P), Barendregt 5 (P) | 0:49(0:13) |          | Arena Lublin, Lublin Widzów: 4000 Sędzia: Keith Allen |
| 17 listopada 201815:00 CET (UTC+1) | Michalak · Zeszutek | 0:49(0:13) | Danen    | Arena Lublin, Lublin Widzów: 4000 Sędzia: Keith Allen |

| 17 listopada 201815:00 CET (UTC+1) | Szwajcaria                   | 17:5(8:0) | Czechy      | Stade Municipal, Yverdon-les-Bains Widzów: 2000 Sędzia: Maxime Burlet |
| 17 listopada 201815:00 CET (UTC+1) | Perrod 12 (4K), Hirsch 5 (P) | 17:5(8:0) | Žalud 5 (P) | Stade Municipal, Yverdon-les-Bains Widzów: 2000 Sędzia: Maxime Burlet |
| 17 listopada 201815:00 CET (UTC+1) | Faktor                       | 17:5(8:0) |             | Stade Municipal, Yverdon-les-Bains Widzów: 2000 Sędzia: Maxime Burlet |

| 24 listopada 201815:00 CET (UTC+1) | Holandia                                                                                 | 36:15(16:5) | Szwajcaria                                        | Nationaal Rugby Centrum, Amsterdam Widzów: 1400 Sędzia: Szota Tewzadze |
| 24 listopada 201815:00 CET (UTC+1) | Weersma 11 (pd 3K), Carroll 10 (2P), W. van Dijk 5 (P), McBride 5 (pd K), Noorsman 5 (P) | 36:15(16:5) | Heinrich 5 (P), Perrod 5 (pd K), Perruchoud 5 (P) | Nationaal Rugby Centrum, Amsterdam Widzów: 1400 Sędzia: Szota Tewzadze |
| 24 listopada 201815:00 CET (UTC+1) | Hogg · Krieger                                                                           | 36:15(16:5) |                                                   | Nationaal Rugby Centrum, Amsterdam Widzów: 1400 Sędzia: Szota Tewzadze |

| 16 lutego 201915:50 WET (UTC+2) | Portugalia | 65:5(27:0) | Polska               | Complexo Municipal de Atletismo de Vale da Rosa, Setúbal Widzów: 1500 Sędzia: Manuel Bottino |
| 16 lutego 201915:50 WET (UTC+2) | Abecassis 25 (5pd 5K), Granate 10 (2P), R. Marta 10 (2P), Belo 5 (P), Cortes 5 (P), M. Marta 5 (P), Sousa 5 (P) | 65:5(27:0) | D. Plichta 5 (P)     | Complexo Municipal de Atletismo de Vale da Rosa, Setúbal Widzów: 1500 Sędzia: Manuel Bottino |
| 16 lutego 201915:50 WET (UTC+2) | Sousa | 65:5(27:0) | Chróściel · Zeszutek | Complexo Municipal de Atletismo de Vale da Rosa, Setúbal Widzów: 1500 Sędzia: Manuel Bottino |

| 9 marca 201913:15 CET (UTC+1) | Holandia          | 5:18(0:6) | Portugalia                                         | Nationaal Rugby Centrum, Amsterdam Widzów: 7000 Sędzia: Maxim Burelet |
| 9 marca 201913:15 CET (UTC+1) | Hogg 5 (P)        | 5:18(0:6) | Abecassis 8 (pd 2K), Cardoso 5 (P), R. Marta 5 (P) | Nationaal Rugby Centrum, Amsterdam Widzów: 7000 Sędzia: Maxim Burelet |
| 9 marca 201913:15 CET (UTC+1) | Rebelo de Andrade | 5:18(0:6) |                                                    | Nationaal Rugby Centrum, Amsterdam Widzów: 7000 Sędzia: Maxim Burelet |

| 16 marca 201915:30 CET (UTC+1) | Szwajcaria                    | 14:48(6:27) | Portugalia                                                                                                  | Centre sportif de Colovray, Nyon Widzów: 2107 Sędzia: Iñigo Atorrasagasti |
| 16 marca 201915:30 CET (UTC+1) | Perrod 9 (3K), Heinrich 5 (P) | 14:48(6:27) | Abecassis 14 (P 3pd K), R. Marta 10 (2P), M. Marta 9 (P 2pd), Baptista 5 (P), Monteiro 5 (P), le Roux 5 (P) | Centre sportif de Colovray, Nyon Widzów: 2107 Sędzia: Iñigo Atorrasagasti |
| 16 marca 201915:30 CET (UTC+1) | Perruchoud                    | 14:48(6:27) | | Centre sportif de Colovray, Nyon Widzów: 2107 Sędzia: Iñigo Atorrasagasti |

| 16 marca 201914:00 CET (UTC+1) | Czechy                                        | 22:24(8:17) | Holandia                                                                                | Stadion ragby Císařka, Praga Widzów: 850 Sędzia: Paulo Duarte |
| 16 marca 201914:00 CET (UTC+1) | Čížek 12 (P 2pd K), Faktor 5 (P), Šimák 5 (P) | 22:24(8:17) | Greeve 7 (2pd K), Bennie-Coulson 5 (P), Gascoigne 5 (P), Koster 5 (P), Rademaker 2 (pd) | Stadion ragby Císařka, Praga Widzów: 850 Sędzia: Paulo Duarte |
| 16 marca 201914:00 CET (UTC+1) | Hřebačka                                      | 22:24(8:17) | Koster                                                                                  | Stadion ragby Císařka, Praga Widzów: 850 Sędzia: Paulo Duarte |

| 23 marca 201915:00 WET (UTC+2) | Portugalia | 93:0(57:0) | Czechy        | Complexo Desportivo, Caldas da Rainha Sędzia: Tual Trainini |
| 23 marca 201915:00 WET (UTC+2) | M. Marta 17 (P 6pd), Branco 15 (3P), Vidinha 15 (3P), Belo 10 (2P), Monteiro 10 (2P), Filipe 6 (3pd), Moreira 5 (P), Rebelo de Andrade 5 (P), Ribeiro 5 (P), Torgal 5 (P) | 93:0(57:0) |               | Complexo Desportivo, Caldas da Rainha Sędzia: Tual Trainini |
| 23 marca 201915:00 WET (UTC+2) | Rebelo de Andrade | 93:0(57:0) | Froněk · Kent | Complexo Desportivo, Caldas da Rainha Sędzia: Tual Trainini |

| 23 marca 201915:00 CET (UTC+1) | Polska                                                                                 | 25:28(18:15) | Szwajcaria                                       | Stadion Miejski, Łódź Widzów: 2500 Sędzia: Vlad Iordăchescu |
| 23 marca 201915:00 CET (UTC+1) | Banaszek 8 (pd 2K), Buczek 5 (P), Pogorzelski 5 (P), Zeszutek 5 (P), Piotrowicz 2 (pd) | 25:28(18:15) | Perrod 13 (2pd 3K), Toʻa 10 (2P), Heinrich 5 (P) | Stadion Miejski, Łódź Widzów: 2500 Sędzia: Vlad Iordăchescu |

| 6 kwietnia 201914:00 EEST (UTC+3) | Litwa                                      | 7:48(7:21) | Portugalia                                                                                       | Stadion miejski, Jurbork Widzów: 1700 Sędzia: Jonathan Dufort |
| 6 kwietnia 201914:00 EEST (UTC+3) | Vaitkevičius 5 (P), D. Vilimavičius 2 (pd) | 7:48(7:21) | Freudenthal 18 (P 5pd K), Belo 10 (2P), Azevedo 5 (P), Cardoso 5 (P), Lupi 5 (P), Prazeres 5 (P) | Stadion miejski, Jurbork Widzów: 1700 Sędzia: Jonathan Dufort |

| 13 kwietnia 201915:00 CEST (UTC+2) | Szwajcaria                                                                              | 34:24(24:17) | Litwa                                                        | Stadion Breite, Szafuza Widzów: 1309 Sędzia: Aled Evans |
| 13 kwietnia 201915:00 CEST (UTC+2) | Porcher 11 (pd 3K), O’Grady 6 (2K), Heinrich 5 (P), Hirsch 5 (P), karne przyłożenie – 7 | 34:24(24:17) | Alasauskis 10 (2P), Bagužis 10 (2P), D. Vilimavičius 4 (2pd) | Stadion Breite, Szafuza Widzów: 1309 Sędzia: Aled Evans |
| 13 kwietnia 201915:00 CEST (UTC+2) | Mažylis · Zibolis                                                                       | 34:24(24:17) |                                                              | Stadion Breite, Szafuza Widzów: 1309 Sędzia: Aled Evans |

| 1 czerwca 201914:00 EEST (UTC+3) | Litwa            | 3:50(3:24) | Holandia | Panevėžio kūno kultūros ir sporto centras, Poniewież Sędzia: Jonathan Erskine |
| 1 czerwca 201914:00 EEST (UTC+3) | Tamoliūnas 3 (K) | 3:50(3:24) | Greeve 10 (5pd), Van Kampen 10 (2P), Rademaker 10 (2P), R. van Dijk 5 (P), W. van Dijk 5 (P), Gascoine 5 (P), Pieterse 5 (P) | Panevėžio kūno kultūros ir sporto centras, Poniewież Sędzia: Jonathan Erskine |